# Vlag van Floreffe
De vlag van Floreffe is op 30 maart 1992 bij raadsbesluit vastgesteld als de vlag van de Naamse gemeente Floreffe. De vlag kan als volgt worden beschreven:
Blauw met een witte roos en een witte letter F.
De vlag werd pas op 8 december 1992 bevestigd door de Franse Gemeenschapsregering. De vlag is volledig gebaseerd op het gemeentewapen en ziet er dus helemaal hetzelfde uit.